# Most na Ibru
Most na Ibru poznat i kao Novi most i Mitrovački most je čelični most u Kosovskoj Mitrovici koji premošćuje rijeku Ibar na sjeveru Kosova. 
Most je postao kultni simbol podjele Kosova, time što odvaja 80.000 kosovskih Albanaca na jugu od oko 20.000 Srba na sjeveru grada. Koristi se kao vojni punkt, te je de facto granica između sjevernih srpskih enklava i ostatka Kosova.
Most je obnovila Francuska, radove rekonstrukcije od 2000. do 2001. izvela je francusko-britanska tvrtka "Freyssinet", s podjednakim brojem zaposlenih radnika srpske i albanske nacionalnosti, njih 61, koji su primali mjesečnu plaću od po 1000 tadašnjih njemačkih maraka, ukupna vrijednost rekonstrukcije mosta bila je tri milijuna njemačkih maraka. Upravitelji ovog projekta Pierre Lottici bio je nadahnut mostom Pont d'Austerlitz na rijeci Seine.
Ovaj most je jedan od tri preko Ibra u Kosovskoj Mitrovici. Druga dva, jedan kod željezničkog kolodvora te drugi napušteni željeznički most, rijetko se koriste. Novi most je glavni prijelaz između dvije strane grada.